# Krompikolinat

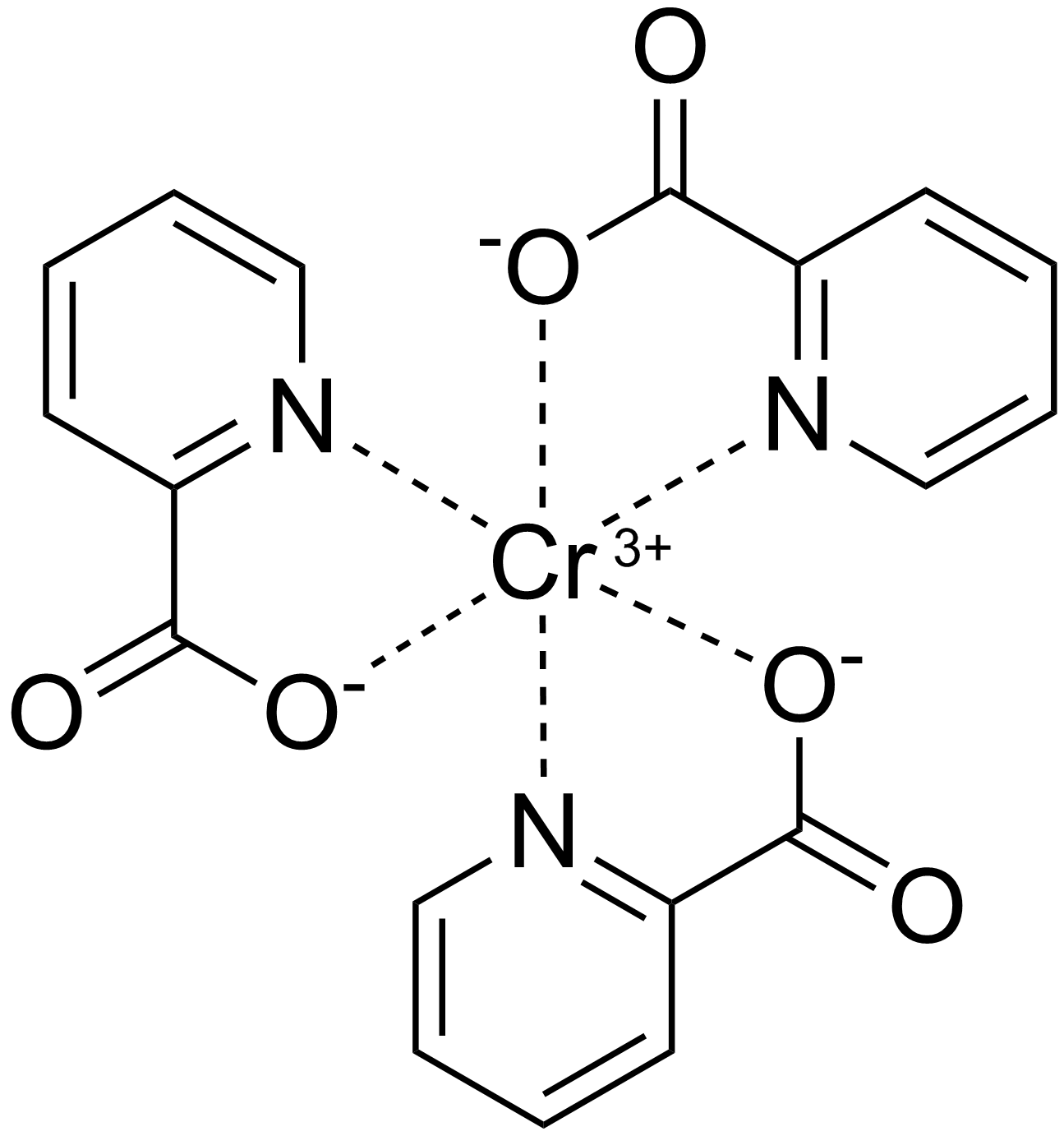
Strukturformel.

Krompikolinat är en kromförening, en koordinationsförening med pikolinat. Ämnet används som kosttillskott för att förebygga eller bota krombrist, men det är ett ytterst sällsynt tillstånd. Föreningen påstås balansera blodsockret när man bantar, vara muskeluppbyggande och befrämja förbränningen av fetter. För detta finns det dock inget bevis.

## Fotnoter
1. ↑  J.B. Vincent (2003). ”The potential value and toxicity of chromium picolinate as a nutritional supplement, weight loss agent and muscle development agent”. Sports Medicine (3):  sid. 213–230. PMID 12656641.